# 黃可大
黃可大（1529年—？），字士弘，號璧川，廣東廣州府番禺縣人，軍籍，明朝政治人物。

## 生平
乙卯科（1555年）廣東鄉試第三十七名舉人。嘉靖三十五年（1556年）中式丙辰科二甲第六十九名進士。户部观政，授户部主事，四十一年升员外、郎中，四十二年升福建佥事，四十五年升湖广右参议，隆慶二年（1568年）十月升广西副使。萬曆元年（1573年）六月復除江西副使，整饬饶州。四年四月升广西右参政，尋以去岁十二月盗劫淮府建昌王夺其印而守臣匿不以闻，被神宗察觉，副使黄可大、知府陈吾德被降边方杂职。

## 家族
曾祖黃繼祖；祖父黃璉；父黃文相，贈户部主事加赠佥事。母梁氏，封太安人加宜人。弟可造、可久、可謀、可訓。